# Causeway (filme)
Causeway (bra: Passagem) é um filme americano de 2022 de drama psicológico dirigido por Lila Neugebauer, com um roteiro escrito por Elizabeth Sanders. É estrelado por Jennifer Lawrence e Brian Tyree Henry. A história segue Lynsey (Lawrence), uma soldado que sofre uma lesão cerebral traumática enquanto está no Afeganistão e luta para se ajustar à vida em casa.
Teve sua estreia mundial no Festival Internacional de Cinema de Toronto de 2022 em 10 de setembro. Foi lançado nos cinemas e na Apple TV+ em 4 de novembro de 2022. O filme recebeu críticas geralmente positivas dos críticos, que elogiaram as performances de Lawrence e Henry. Entre outros elogios, Henry foi indicado ao Oscar de Melhor Ator Coadjuvante em 2023.

## Elenco
- Jennifer Lawrence
- Brian Tyree Henry
- Samira Wiley
- Linda Emond

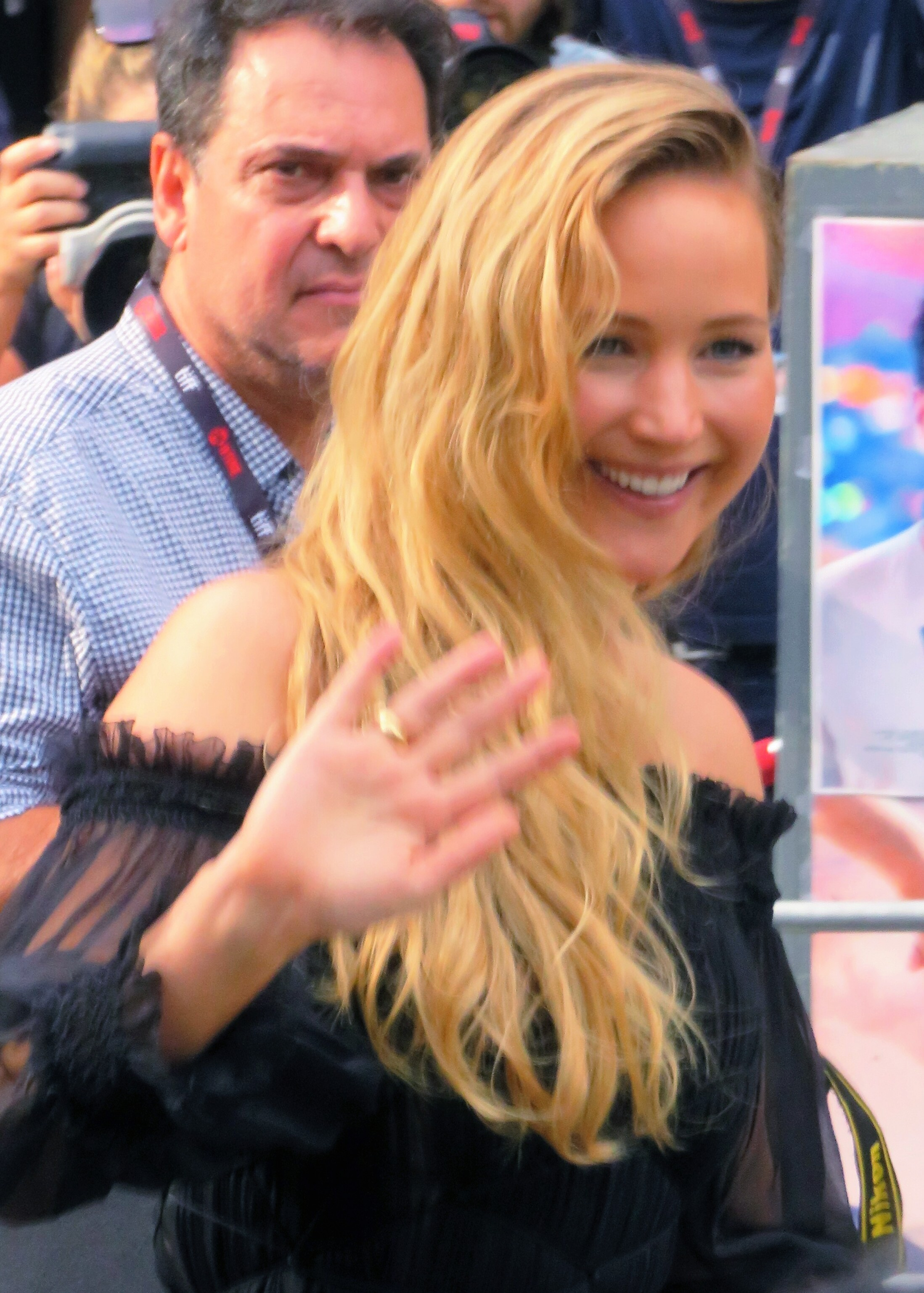
Lawrence no lançamento do filme em Toronto

- Stephen McKinley Henderson como Dr. Lucas
- Russell Harvard como Justin
- Jayne Houdyshell como Sharon

## Produção
Em abril de 2019, foi anunciado que Jennifer Lawrence e Brian Tyree Henry se juntaram ao elenco de um filme dramático sem título, com Lila Neugebauer dirigindo um roteiro de Elizabeth Sanders.  Lawrence, Justine Polsky, Eli Bush e Scott Rudin serviriam como produtores com suas empresas Excellent Cadaver e IAC Films, respectivamente, enquanto A24 faria a distribuição.
As filmagens começaram em 17 de junho de 2019, em Nova Orleans, Luisiana. Em janeiro de 2020, foi anunciado que o filme seria oficialmente intitulado Red, White, and Water.
Em julho de 2022, foi anunciado que Apple TV+ distribuiria o filme e que o nome do filme seria Causeway.

## Recepção
No site agregador de críticas Rotten Tomatoes, 84% das 174 resenhas dos críticos são positivas. O consenso do site diz: "Causeway dá uma olhada poderosamente moderada nos efeitos persistentes do trauma, liderado por performances emocionantes de Jennifer Lawrence e Brian Tyree Henry." O Metacritic, que usa uma média ponderada, atribuiu ao filme uma pontuação de 66 em 100, baseado em 39 críticos, indicando críticas "geralmente favoráveis".